# Апірана Нґата
Сер Апірана Турупа Нґата (маор. Sir Apirana Turupa Ngata, 3 липня 1874 — 14 липня 1950) — був видатним новозеландським державним діячем. Його часто називають найвидатнішим політиком-маорі, який працював у парламенті в середині 20-го століття, а також відомий своєю діяльністю з просування та захисту культури та мови маорі. Його спадщина є однією з найвизначніших серед усіх новозеландських лідерів у 20-му столітті, а його зображення на п'ятдесятидоларовій купюрі є вшануванням пам'яті.
Нґата займався адвокатською практикою до того, як пішов у політику в 1897 році, коли заснував Партію молодих маорі разом з численними випускниками коледжу Те Ауте, в тому числі з майбутнім колегою по кабінету міністрів Мауї Помаре. Тут він кинув виклик традиційним поглядам свого народу, виступаючи за відмову від деяких традиційних практик і народної медицини на користь науки і санітарії в стилі Пакеха, що зробило його суперечливою фігурою. У 1905 році він був обраний ліберальним членом парламенту від східних маорі і залишався на цій посаді майже 40 років.
Він працював в уряді на посаді міністра у справах корінних народів з 1928 по 1934 рік. На цій посаді він намагався здійснити якомога більше реформ для маорі, хоча був змушений піти у відставку з посади міністра через скандал з витрачанням коштів, що набув широкого розголосу. Тим не менш, він продовжував залишатися членом парламенту від Східних Маорі, поки не був витіснений у 1943 році кандидатом від Ратани (пов’язаним з лейбористами ) Тіакі Омана, коли лейбористи захопили маорійські електорати. У віці 69 років він повернувся до свого будинку в Нґаті Пору, що за 129 кілометрів на північ від Гісборна, де жив зі своїми чотирма синами, чотирма доньками та численними онуками до своєї смерті через сім років.  

## Раннє життя
Нґата народився в Те Арароа (тоді називався Кавакава), невеликому прибережному містечку, розташованому за 175 км (109 миль) на північ від Гізборна, Нова Зеландія.  Його іві звали Нґаті Пору. Його батьком був Паратен Нґата, вождь племені і знавець традиційних знань, а матір'ю — Катерина Накі, дочка мандрівного шотландця Абеля Еноха.  На Нґату великий вплив мали як батько, так і його двоюрідний дід Ропата Вахаваха (який очолював вірні війська купапи Нґаті Пору проти їхнього ворога Пай-Маріре (відомого як Хаухау) у війні за Східний Кейп, а згодом — втікачів Те Куті з островів Чатем).  Нґата виріс у маорійському середовищі, розмовляючи маорійською мовою, але його батько також подбав про те, щоб Нґата дізнався про світ пакеха, вважаючи, що це розуміння буде корисним для Нґаті Пору.

## Політична кар'єра
Вперше Нґата долучився до національної політики завдяки дружбі з Джеймсом Керроллом, який був міністром у справах корінних народів в уряді Ліберальної партії. Нґата допомагав Керролу у підготовці двох законодавчих актів, обидва з яких мали на меті розширити юридичні права маорі. На виборах 1905 року Нґата сам балотувався як кандидат від Ліберальної партії від східних маорі, кинувши виклик чинному президенту Ві Пере. Він був обраний до парламенту.

### Рання кар'єра

Нґата прибл. 1905

Нґата швидко зарекомендував себе в парламенті як вправний оратор. Він тісно співпрацював зі своїм другом Керролом, а також тісно співпрацював з Робертом Стаутом. Нґата і Стаут, члени Комісії з питань корінних земель, часто критикували політику уряду щодо маорі, особливо ту, що була спрямована на заохочення продажу маорійських земель. У 1909 році Нґата допомагав Джону Салмонду в розробці Закону про корінні землі.
Наприкінці 1909 року Нґата був призначений до Кабінету міністрів, де виконував незначні міністерські обов'язки щодо земельних рад маорі. Він залишався на цій посаді до 1912 року, коли ліберальний уряд зазнав поразки. Нґата пішов за лібералами в опозицію.

## Спадщина
Нґата помер у Вайомататіні 14 липня 1950 року після нетривалої хвороби і був похований поруч зі своєю першою дружиною леді Аріхією за їхнім будинком «Бунгало» у Вайомататіні.  Його пам’ятають за великий внесок у культуру та мову маорі. Його зображення з'являється на банкноті Нової Зеландії номіналом 50 доларів.
Кілька шкіл мають його ім'я, в тому числі середня школа Рангіора, коледж для хлопчиків Тауранга, середня школа Роторуа, середня школа Кашемір, коледж Те Ауте (де навчався Нґата), середня школа Те Пуке, середня школа Вайнуйомата і середня школа Отумоетаї.
Сьогодні Нґата надихає різноманітних політиків, які наслідують його суміш прогресивного консерватизму. Спадщина Нґати, хоч і суперечлива, але все ж таки дуже складна. У той час як багато хто хвалив його за невтомну роботу з просування мови маорі (особливо в білому, правому політичному середовищі), інші критикували і навіть висміювали його за корупцію, консерватизм і те, що він не брав до уваги думки всіх своїх іві, ухвалюючи неймовірно важливі рішення одноосібно.
У 1999 році Нґата був посмертно включений до Зали слави новозеландського бізнесу. 

## Сімейна спадщина
19 жовтня 2009 року остання донька Апірани Нґати, Мате Хуатахі Кайвай (уроджена Нґата), померла у своїй резиденції в Руаторії, Східний Кейп, Нова Зеландія, у віці 94 років.  Вона була похована поруч зі своїм покійним чоловіком Каура-Кі-Те-Паканґа Кайваї та сином Танарою Кайваї на кладовищі Пукеароха Урупа. На новорічній церемонії 2004 року вона була нагороджена Королівським орденом за заслуги перед суспільством (QSO). 
Молодший син Нґати, сер Енаре Нґата, помер 11 грудня 2011 року у віці 93 років. Він був віце-президентом Національної партії від маорі з 1967 по 1969 рік і балотувався як кандидат від Національної партії від Східних маорі в 1969 році.  
Онук Нґати, Хорі Махуе Нґата, написав широко використовуваний маорійсько-англійський словник.   